# Уретаны

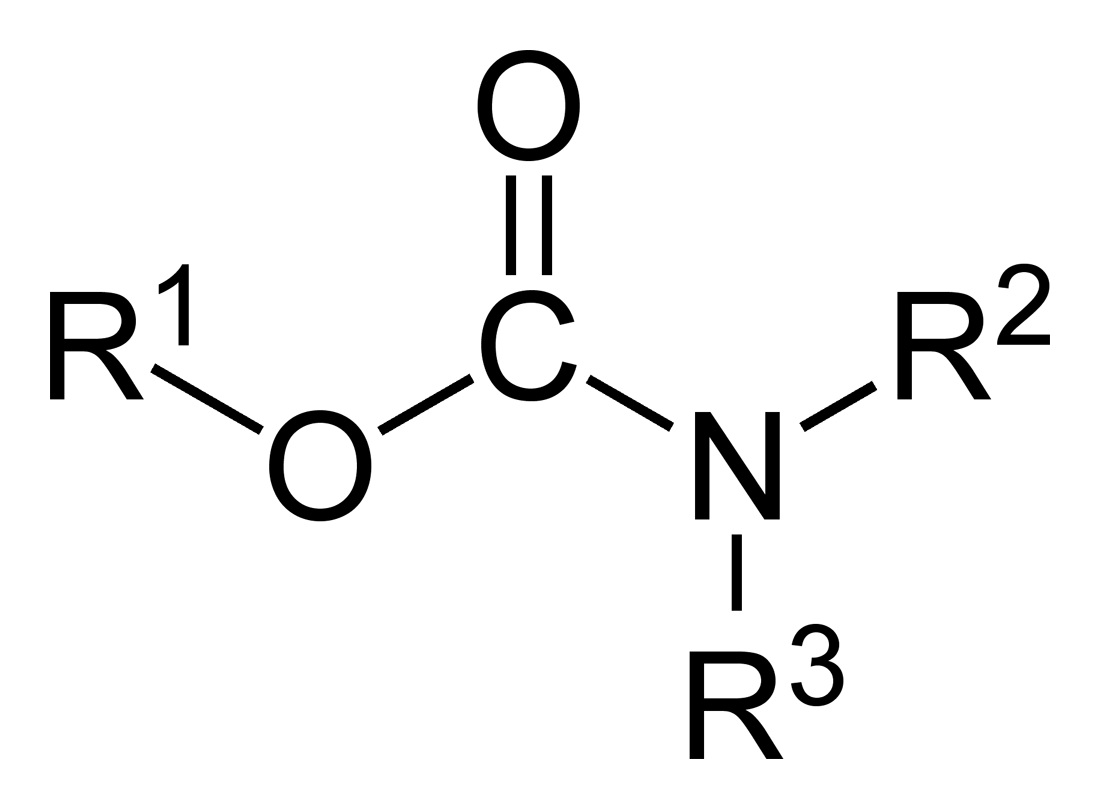

Уретаны или карбаматы — соединения общей формулы R'R''NCOOR, где R' и R'' — H, Alk, Ar; R — Alk, Ar. Уретаны являются эфирами неустойчивой карбаминовой кислоты H2NCOOH и её N-замещённых производных, в первоначальном значении уретанами именовались этилкарбаматы, однако в настоящее время термины уретаны и карбаматы синонимичны.

## Свойства
Бесцветные кристаллические вещества, растворимые в органических растворителях, низшие уретаны растворимы и в воде.
Название класса соединений происходит от тривиального названия этилуретана H2NCOOC2H5 — уретана.
Уретаны легко реагируют с нуклеофилами (аминами и др.), отщепляя спирты:
R'NHCOOR + HX {\displaystyle \to } R'NHCOX + ROH
Уретаны гидролизуются до соответствующих спиртов, аминов (или аммиака) и CO2, аммонолиз — к производным мочевины.
Возможно N-ацилирование и алкилирование уретанов, однако реакция часто осложняется конкурентным элиминированием алкоксигруппы.
При восстановлении алюмогидридом лития уретаны R'R''NCOOR образуют метиламины R'R''NCH3, при каталитическом гидрировании или восстановлении натрием в жидком аммиаке — амины R'R''NH.
Нитрозирование и нитрование уретанов приводит к N-нитрозо- и N-нитроуретанам.

## Синтез
Основной метод синтеза уретанов общей формулы R'HNCOOR — реакция изоцианатов с соответствующими спиртами или фенолами:
R'NCO + ROH → R'HNCOOR
, при этом возможно использование изоцианатов, образующихся in situ — например, при проведении реакций Курциуса или Гофмана в спиртовой среде.
Уретаны получают взаимодействием спиртов с мочевинами, изоциановой кислотой HNCO, карбамоилхлоридом NH2COCl либо реакцией хлорформиатов с аминами или аммиаком.

## Применение
Широкое применение в промышленности получили полиуретаны, используемые в виде уретановых каучуков, полиуретановых клеев, полиуретановых лаков, полиуретановых волокон.
Ряд уретанов используется в качестве лекарственных средств (например, прозерин и карбахолин) и гербицидов.